# Radonież
Radonież (ros. Ра́донеж) – wieś (ros. село, trb. sieło) w rejonie siergijewo-posadskim obwodu moskiewskiego Rosji, 55 kilometrów od Moskwy. Zamieszkana przez ledwo 5 mieszkańców.

## Historia
Osada słowiańska, powstała najprawdopodobniej w XI wieku – wskazuje na to nazwa, wywodząca się od pogańskiego imienia "Radoneg". Radonież leżał przy trakcie Pieresławskim, prowadzącym przez Мoskwę do Rostowa. Wchodził w skład Rusi Włodzimiersko-Suzdalskiej, a następnie Wielkiego Księstwa Moskiewskiego. 
W roku 1328 zamieszkała tu rodzina bojarów rostowskich – Kirył i Maria, rodzice św. Sergiusza z Radonieża, założyciela klasztoru Św. Trójcy znajdującego się 15 km od Radonoża. Po śmierci Iwana I Kality Radonież przeszedł w ręce wdowy Uliany, a gdy z kolei ona zmarła (około roku 1370) odziedziczył go jej wnuk Włodzimierz Śmiały. W roku 1410 Radonież przeszedł we władanie Andrzeja księcia Sierpuchowskiego, Radoneżskiego i Borowskiego, który przekształcił Radonież w miasteczko (prawa miejskie miejscowość uzyskała między 1410 a 1426 rokiem), wybudował wały obronne (szerokość 5 m, wysokość – 3 m; piaskowe, obłożone darnią) oraz drewniany kreml. Książę oraz wszyscy jego synowie zmarli podczas epidemii dżumy w roku 1426, wskutek czego miasteczko przeszło we władanie Wasyla Sierpuchowskiego. Podczas wojny feudalnej Wasylij został osadzony w więzieniu (1456), gdzie umarł po 27 latach niewoli, a Radonież przyłączono do Moskwy.
Iwan III przekształcił Radonież w lokalne centrum, w 1491 nakazał zorganizowanie jarmarku w klasztorze Św. Trójcy. W roku 1505 przekazał Radonież w testamencie swemu synowi, Wasylowi III. W okresie jego rządów w Radonieżu powstała stacja pocztowa.
Okres panowania Iwana Groźnego to czas upadku Radoneża. Ostatecznie miejscowość straciła na znaczeniu po czasach wielkiej smuty; Radonież nie podniósł się po zniszczeniu go przez wojska polskie.

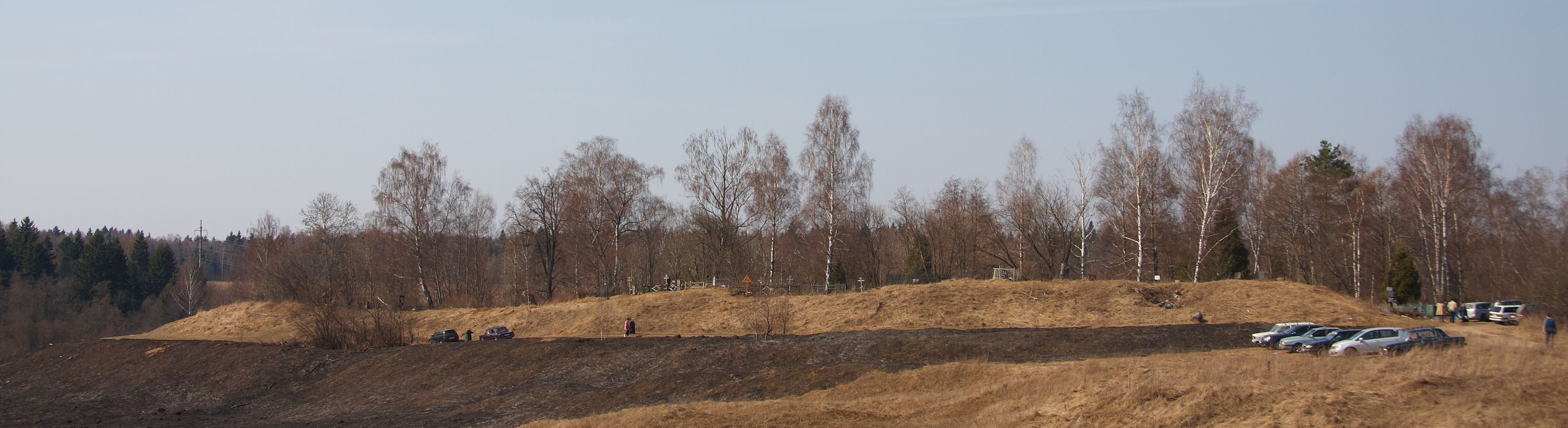
Wały obronne w Radonieżu